# Gmina Będków
Die Gmina Będków ist eine Landgemeinde im Powiat Tomaszowski der Woiwodschaft Łódź in Polen. Ihr Sitz ist das gleichnamige Dorf.

## Geschichte
Während der deutschen Besetzung im Zweiten Weltkrieg existierte ein Ghetto im Ort Będków.

## Gliederung
Zur Landgemeinde Będków gehören 19 Dörfer mit einem Schulzenamt:
Będków
Brzóstów
Ceniawy
Drzazgowa Wola
Ewcin
Gutków
Kalinów
Łaknarz
Magdalenka
Nowiny
Prażki
Remiszewice
Rosocha
Rudnik
Rzeczków
Sługocice
Teodorów
Wykno
Zacharz
Weitere Ortschaften der Gemeinde sind Będków-Kolonia und Rosocha.